# Um Dia a Mais (álbum de Tanlan)
Um Dia a Mais o segundo álbum de estúdio do grupo de rock gaúcho Tanlan, lançado em 2012 de forma independente, e meses depois relançado pela gravadora Sony Music, a qual a banda fechou um contrato artístico em outubro do mesmo ano. A obra foi gravada durante o ano em que foi lançada, porém singles e prévias foram lançadas desde 2010, como a canção "De Onde Vem". O trabalho foi gravado e produzido durante cinco meses, e foi masterizado no Sterling Sound, estúdio renomado em Nova Iorque.
A obra contém doze faixas, sendo sua versão independente contendo a canção "Vaidade" com a participação do cantor Marcos Almeida, vocalista do Palavrantiga. Porém, quando o disco foi relançado pela Sony Music, o Palavrantiga havia sido contratado pela Som Livre, que não permitiu a inclusão da participação no relançamento. Desta forma, Fábio Sampaio acabou fazendo todos os vocais
O álbum foi lançado no dia 17 de dezembro de 2012 nos formatos físico e digital. A obra é uma produção independente e é distribuída pela Sony Music.

## Lançamento e recepção
| Críticas profissionais | Críticas profissionais |
| Avaliações da crítica  | Avaliações da crítica  |
| Fonte                  | Avaliação              |
| ---------------------- | ---------------------- |
| Super Gospel           | [ 4 ]                  |

Um Dia a Mais foi lançado em 2012 pela gravadora Sony Music Brasil e recebeu uma avaliação favorável do Super Gospel, o qual afirmou que, com o álbum, "Tanlan se afirmou como um dos principais e mais maduros nomes do rock alternativo da década". Em 2019, foi eleito pelo Super Gospel o 53º melhor álbum da década de 2010.

## Faixas
1. "Louco Amor"
2. "Meu Nome, Meu Sangue"
3. "Um dia a Mais"
4. "A Música Acabou"
5. "Hermético"
6. "De Onde Vem"
7. "Meu Defeito"
8. "Ser Ou Não Ser"
9. "Sobre o Amor"
10. "Quero Viver"
11. "Fingir"
12. "Vaidade"